# Before Stonewall
Before Stonewall: The Making of a Gay and Lesbian Community es un  documental estadounidense de 1984 que trata sobre la comunidad LGBT antes de los disturbios de Stonewall de 1969. Fue narrado por la autora Rita Mae Brown, dirigido por Greta Schiller, codirigido por Robert Rosenberg y coproducido por John Scagliotti y Rosenberg y Schiller. Se estrenó en el Festival Internacional de Cine de Toronto de 1984 y se emitió en los Estados Unidos el 27 de junio de 1985. En 1999, el productor Scagliotti dirigió una pieza complementaria: After Stonewall. Para celebrar el 30.º aniversario de los premios Teddy, la película se proyectó en el 66.º Festival Internacional de Cine de Berlín en febrero de 2016. Posteriormente con motivo del 50 aniversario de los disturbios de Stonewall en 2019, First Run Features la restauró y volvió a publicar en junio de ese año. Más tarde, también en 2019, fue seleccionada por la Biblioteca del Congreso de los EE. UU. para su conservación en el Registro Nacional de Cine de los Estados Unidos por ser «cultural, histórica o estéticamente significativa».

## Premios
Before Stonewall fue nominado para el Gran Premio del Jurado en el Festival de Cine de Sundance de 1985. Ganó el Premio a la Mejor Película en el Festival Internacional de Cine de Houston, Mejor Largometraje Documental en Filmex, Primer Lugar en el Festival Nacional de Cine Educativo y Mención de Honor en el Festival de Documentales Global Village. En 1987, la película ganó dos premios Emmy por Mejor Programa Histórico/Cultural y Mejor Investigación. En 1989, ganó la Placa del Festival en el Festival Internacional de Cine Gay y Lésbico de Turín.